# Принц Египта
Принц Египта (енгл. The Prince of Egypt) је амерички анимирани филм из 1998. 

## Радња
Јевреји су у ропству. Под ударима штапова и бичева они се труде, подижу храмове и постављају статуе. Египатски војници, по наређењу фараона Сетија И, одузимају бебе Јеврејима како би их истребили. Млада Јеврејка Јохабеда, да би спасила своју тромесечну бебу, ставља га у корпу и пушта га уз реку. Краљица, фараонова жена, хвата корпу, одлучује да задржи бебу за себе и даје му име Мојсије.
Прошло је деценију и по или више. Рамзес и Мојсије, краљеви синови, проводе време у забави. Фараон проглашава старијег принца Рамзеса својим наследником. Мојсије креће у потеру за одбеглом девојком (Сефором), коју су свештеници дали Рамзесу, и налази се у сиротињским четвртима робова. Тамо среће Мирјам и Арона; девојка га препознаје и каже да је и он Мојсије Јеврејин. Штавише, он је њен брат и мора ослободити јеврејски народ из египатског ропства. Мојсије не верује и збуњен се враћа у палату. Тамо одлази у огромну салу у којој је на зидовима исписана историја Египта и налази потврду Мирјамових речи. Пре много година, његов усвојитељ је заправо наредио да се униште све јеврејске мушке бебе.
Убрзо се Мојсије залаже за јеврејског старца и убија надзорника. Мора да бежи. После дугих лутања по пустињи, он завршава код Мадијанаца, где спасава сестре Сифоре од разбојника. Топло га је примио њихов отац Јотор, првосвештеник мадијански. Мојсије постаје пастир у племену и постепено осваја поштовање и љубав Сифоре. Мојсије убрзо узима Сифору за жену. Једном када је једна од његових оваца побегла, у потрази за њом, Мојсије улази у пећину, где угледа запаљени грм. Из пламена му се обраћа Господ, који му говори да се врати у Египат и захтева од фараона да пусти Јевреје.
Мојсије путује са Сипором у Египат, где види свог брата Рамзеса као фараона. Мојсије му преноси Божију заповест и свој штап претвара у змију. Свештеници Хотеп и Кхои такође „претварају” штапове у змије. Рамзес, видевши ово, одбија, а Мојсије одлази. На улици га Јевреји презиру, јер је фараон удвостручио стопу материјала које су робови произвели у знак одмазде. Мирјам теши свог брата и охрабрује га да покуша поново. Мојсије одлази до Нила и види фараона како плови на броду. Мојсије понавља заповест Божију, Рамзес поново одбија. Тада Мојсије урања штап у реку, и вода у њој постаје крв. Фараон, видевши како Хотеп и Кхои такође „претворе” воду у крв, узима Мојсијево чудо за још један трик и окреће му леђа.
Тада Бог спушта на Египат најезду жаба, скакаваца, куге и ватре са неба. Али тек након што Бог пошаље најстрашнију казну - смрт сваког прворођенца (укључујући и сина фараона), Рамзес ослобађа Јевреје заједно са Мојсијем. Почиње егзодус срећних Јевреја, који више нису робови, из Египта у Обећану земљу. Избеглице се приближавају Црвеном мору када их сустигне египатска војска, коју предводи сам фараон. Мојсије подиже свој штап, и воде се морске раздвоје. Јевреји иду по дну мора на другу страну. Египћане задржава огњени стуб који је сишао са неба. Након што стуб нестане, војска јури за њима. Али чим Јевреји пређу на другу страну, воде се затварају и утапају египатска кола. Рамзес је избачен на обалу. Дозива два пута: „Мојсије!!!“, а онај кога зове тихо каже ка мору: „Збогом брате“.
Мојсије силази са Синаја, држећи у рукама плоче са заповестима. Народ га радосно поздравља.

## Гласовне улоге
| Глумац         | Улога         |
| -------------- | ------------- |
| Вал Килмер     | Мојсије/Бог   |
| Рејф Фајнс     | Рамзес II     |
| Патрик Стјуарт | Фараон Сети I |
| Мишел Фајфер   | Сефора        |
| Хелен Мирен    | Краљица Туја  |
| Џеф Голдблум   | Арон          |
| Сандра Булок   | Мирјам        |
| Дени Главер    | Јотор         |
| Стив Мартин    | Хотеп         |
| Мартин Шорт    | Хој           |
| Офра Хаза      | Јохаведа      |